# آلان بيريز
آلان بيريز (بالإسبانية: Alan Pérez)‏ مواليد 15 يوليو 1982 في إسبانيا، هو دراج إسباني سابق في صنف سباق الدراجات على الطريق.

## وصلات خارجية
- الموقع%20الرسمي